# Rewaz Laszchi
Rewaz Laszchi (gruz. რევაზ ლაშხი; ur. 26 maja 1988 w Bordżomi) – gruziński zapaśnik startujący w kategorii do 60 kg w stylu klasycznym, wicemistrz olimpijski, mistrz Europy.
Największym jego sukcesem jest srebrny medal igrzysk olimpijskich w Londynie, w kategorii 60 kg. Ponadto zdobył złoty medal mistrzostw Europy w 2011 roku w tej samej kategorii. Piąty w mistrzostwach świata w 2010. Drugi w Pucharze Świata w 2010. Trzeci na MŚ juniorów w 2005 roku.